# Lascăr Pană

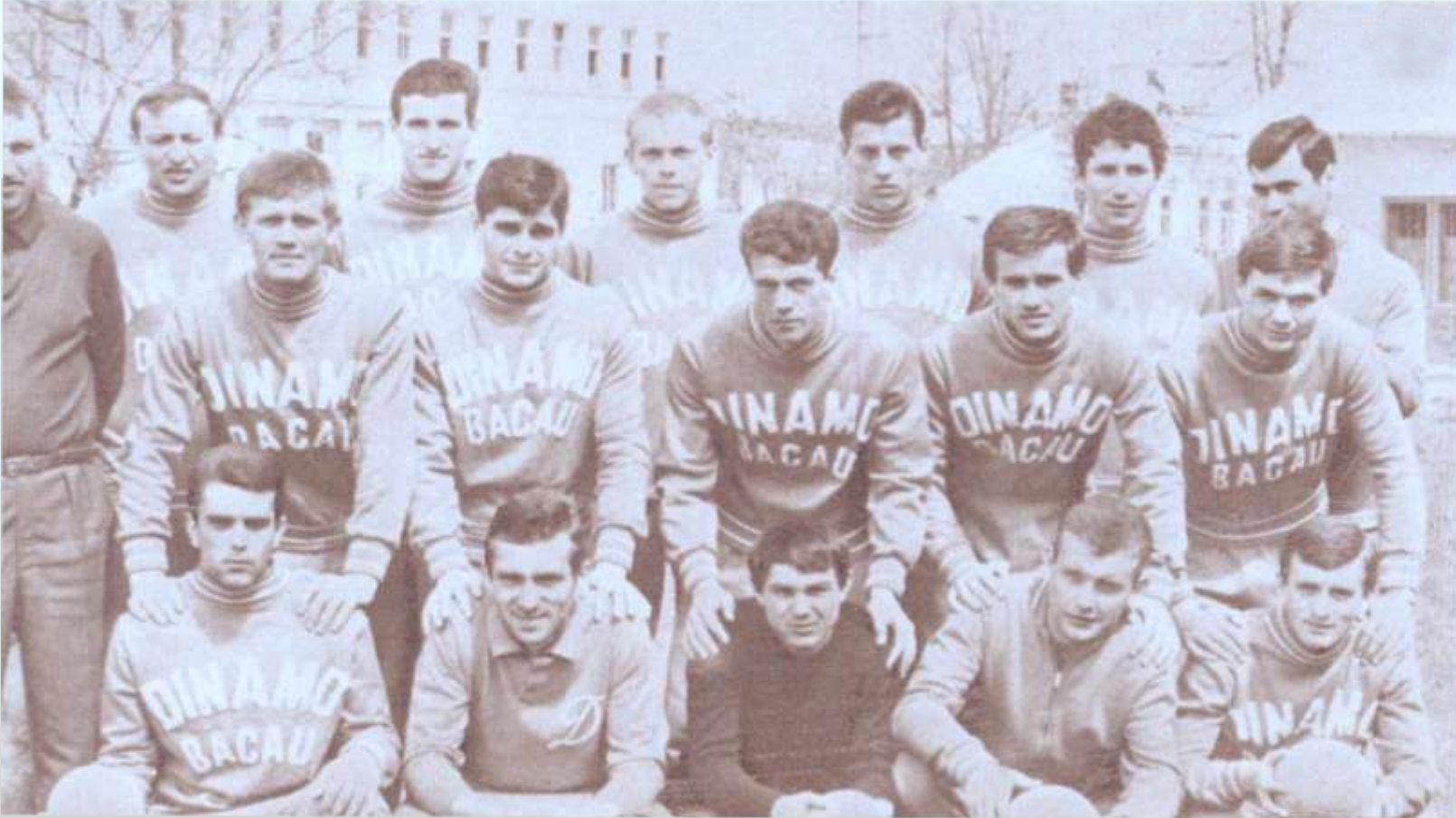
Dinamo Bacău (1967). Lascăr Pană, primul din stânga

Lascăr Pană (n. 14 septembrie 1934, Constanța - d. 17 septembrie 2017, Baia Mare) a fost un mare antrenor de handbal român și președinte de onoare al clubului pe care l-a înființat în 1974, HC Minaur Baia Mare. Alături de Ioan Kunst-Ghermănescu și Niculae Nedeff, el a condus echipa națională a României care a obținut medalia de bronz la Jocurile Olimpice din 1980, de la Moscova.

## Biografie
Născut la Constanța, Lascăr Pană a jucat mai întâi fotbal ca junior și a devenit campion de juniori cu Competrol București, în 1952. Mama sa, care nu aprecia fotbalul, i-a interzis să mai continue și i-a cerut să aleagă orice alt sport, așa că Lascăr Pană a optat pentru handbal. Primele meciuri le-a jucat în 1956, la Progresul Bacău, evoluând ca inter și uneori chiar pivot. După 4-5 ani în care a avut rezultate ca jucător la mai multe echipe din țară, el s-a întors la Bacău ca antrenor-jucător al echipei Dinamo Bacău și a pus bazele handbalului în orașul moldovean. S-a mutat apoi la Voința București, echipă cu care a promovat în divizia A, pe atunci principala divizei a campionatului republican.
În 1970, Lascăr Pană a ajuns la Baia Mare, unde a preluat echipa Minerul. În 1974, Pană a avut inițiativa înființării primului club exclusiv de handbal din România, Minaur Baia Mare. Cu Lascăr Pană la conducere, timp de 25 de ani, Minaur nu s-a clasat niciodată mai jos de locul patru în campionatul național. În acest timp, la Minaur au jucat handbaliști valoroși precum Iosif Boroș, Maricel Voinea, Gheorghe Covaciu sau Alexandru Stamate. Lascăr Pană a câștigat de două ori cu Minaur Cupa IHF, în 1985 și 1988, și a calificat de trei ori echipa în semifinalele Cupei Cupelor, în 1979, 1980 și 1986.
Antrenorul Pană a pregătit în câteva rânduri și echipele naționale ale României: cea universitară, România B și echipa de seniori. În 1980, alături de Ioan Kunst-Ghermănescu și Niculae Nedeff, el a obținut cu selecționata de seniori medalia de bronz la Jocurile Olimpice de la Moscova.
Între 1990 și 1995, Pană a condus loturile naționale masculine ale Greciei, cu care a obținut locul patru la Jocurile  Mediteraneene și s-a calificat de trei ori în finala Campionatului Mondial pentru tineret. În anii următori, Lascăr Pană a ocupat diverse funcții administrative în cadrul Federației Române de Handbal și a devenit consilier local al municipiului Baia Mare din partea PSD, îndeplinind timp de un an și funcția de președinte al Comisiei de Sport a Consiliului Local. În 2009, el a devenit președintele de onoare al clubului pe care el însuși l-a creat, HC Minaur Baia Mare. Între 2014 și 2015 a fost numit director tehnic al echipei feminine de handbal HCM Baia Mare.
Lascăr Pană a încetat din viață pe 17 septembrie 2017, într-o secție de terapie intensivă unde era internat de câteva săptămâni în urma serioaselor probleme medicale de care suferea.

## Palmares

### Club
- Campionatul Național:
  - Medalie de argint: 1980, 1981, 1985, 1992
  - Medalie de bronz: 1968, 1974, 1975, 1976, 1978, 1982, 1983, 1984, 1987, 1988, 1989, 1990

- Cupa României:
  - Câștigător: 1983, 1984, 1989

- Cupa Cupelor EHF:
  - Semifinalist: 1979, 1981, 1986

- Cupa IHF:
  -  Câștigător: 1985, 1988

### Echipa națională
- Jocurile Olimpice:
  -  Medalie de bronz: 1980

## Distincții
- Ordinul „Meritul Sportiv” clasa a III-a (15 aprilie 1981) „pentru rezultatele deosebite obținute la Jocurile olimpice de vară de la Moscova — 1980, precum și pentru contribuția adusă la dezvoltarea activității sportive și la creșterea prestigiului sportului românesc pe plan internațional”[9]

## Alte funcții
| Funcția              | Organizația                                    | Perioada  |
| -------------------- | ---------------------------------------------- | --------- |
| Director Tehnic      | Echipa națională de handbal a Greciei          | 1990–1995 |
| Director Tehnic      | Echipa națională de handbal a României         | 1995–1996 |
| Președinte           | HC Minaur Baia Mare                            | 1995–     |
| Vicepreședinte       | Federația Română de Handbal                    | 1998–     |
| Director Tehnic      | Echipa națională de handbal a României         | 1999–2000 |
| Președinte           | Comisia de Sport a Consiliului Local Baia Mare | 2003–2004 |
| Președinte de onoare | HC Minaur Baia Mare                            | 2009–     |
| Director tehnic      | HCM Baia Mare                                  | 2014–2015 |